# Goodia smithii
Goodia smithii är en fjärilsart som beskrevs av Holland 1897. Goodia smithii ingår i släktet Goodia och familjen påfågelsspinnare. Inga underarter finns listade i Catalogue of Life.